# Capilla de San José (Buetas)
La Capilla de San José en Buetas, municipio de La Fueva, es un Bien de Interés Cultural clasificado de la provincia de Huesca, Aragón.
La capilla tiene forma de ábside rectangular y una espadaña en la entrada, al oeste. La nave está cubierta por una bóveda de cañón.